# Henry van Dyke
Henry van Dyke (Germantown, Pennsylvania, 1852. november 10. – Princeton, New Jersey, 1933. április 10.) amerikai író, költő, politikus. Apja Henry Jackson van Dyke (1822–1891), anyja Henrietta Ashmead (1820–1893) volt. Két fiuk született: Henry és Paul (1859–1933).

## Élete
Henry van Dyke 1881-ben nősült, felesége Ellen Reid volt. Kilenc gyerekük született; egyikük, Tertius van Dyke (1886–1958) életrajzot írt apjáról, mely 1935-ben jelent meg.
Henry van Dyke 1899-től 1923-ig a Princetoni Egyetem angol irodalom professzora volt.
1913-tól 1917-ig az Egyesült Államok hollandiai és luxemburgi nagykövete is volt.

## Főbb művei
- Little Rivers (1895)
- The Other Wise Man (1896); Artabán a negyedik király (Arkánum Szellemi Iskola, 2001)
- The First Christmas Tree (1897)
- Fisherman's Luck (1899)
- The Ruling Passion (1901)
- The Blue Flower (1902)
- The Unknown Quantity (1912)
- The Valley of Vision (1919)
- Poems (1920)
- The Golden Key (1926)

## Magyarul
- A negyedik keleti bölcs; ford. Nagy Sándor; Londoni Vallásos Traktátus-Társulat, Bp., 1926
- Artabán, a negyedik király; ford., átdolg. Bistey Zsuzsa; Arkánum, Ispánk, 2001